# Sister Sledge
Sister Sledge su bivši američki glazbeni sastav iz Philadelphije.
Izvornu postavu činile su četiri sestre Sledge (Debbie, Joni, Kim i Kathy) čija je komercijalna karijera započela 1971. godine, a vrhunac su dosegnule tijekom ere disco glazbe. Njihov je najpoznatiji hit „We Are Family” iz 1979. objavljen na istoimenom albumu, a s istog albuma zabilježen je i singl „He's the Greatest Dancer”. Niz zlatnih i platinastih hitova zaslužan je za ukupnu prodaju od preko 20.000.000 primjeraka diljem svijeta te mnoge nagrade, uključujući nominaciju za Grammyja. Nastupale su na mnogim svjetskim pozornicama, uključujući Carnegie Hall, Madison Square Garden, londonski Royal Albert Hall i mnoge druge. U Hrvatskoj su nastupale u Zadru 28. srpnja 2015.

## Studijski albumi
- Circle of Love (1975.)
- Together (1977.)
- We Are Family (1979.)
- Love Somebody Today (1980.)
- All American Girls (1981.)
- The Sisters (1982.)
- Bet Cha Say That to All the Girls (1983.)
- When the Boys Meet the Girls (1985.)
- And Now… Again (1992.)
- African Eyes (1997.)
- Style (2003.)

## Vanjske poveznice
- Službena stranica